# 宮地茂春
宮地 茂春（みやじ しげはる、1860年（安政6年） - 1895年（明治28年）6月11日）は、江戸時代末期の土佐藩白札郷士。自由党員。自由民権活動家。幼名は桃太郎（ももたろう）。

## 来歴

### 生い立ち
土佐藩白札郷士(上士)・宮地茂樹(甚蔵・自然)の長男として土佐国土佐郡潮江村上町に生まれる。母は池田秋足(銘次)の娘。
慶応3年5月5日(1867年6月7日)、8歳の時、嫡孫御目見を仰せ附けらる。

### 自由民権運動活動期
長じて立志学舎に学び、民権自由論を修める。
明治10年(1877年)に北川貞彦が「立志社」の下部組織として興した民権結社「発陽社」(跡地・高知県高知市天神町14)に参加。
同社は機関紙『江南新誌』を発行するなど、立志社傘下の有力な結社として活動し、北川貞彦、弘瀬重正、宮地茂春、徳弘馬域郎、板垣鉾太郎、乾正士らがいた。
明治13年(1880年)、国会期成同盟の結成大会に参加。
明治14年(1881年)、板垣退助に師事して東北遊説に随行。
明治15年(1882年)、板垣退助の東海道遊説に随行。板垣の岐阜遭難事件の直後には末広座で聴衆1000人に対して演説を行う。同日の弁士には安芸喜代香らがいた。
明治16年(1883年)1月29日、板垣退助の次女・軍子と結婚する。翌年長男・宮地茂秋が誕生。
明治28年(1895年)6月11日歿、享年36歳。墓は東京青山霊園（1ロ-21-1）にある。

## 家族
宮地家の遠祖は、伝承によれば日本武尊の第四王子・建貝児王(タケカヒノミコ)に発し、その子孫・宮道信勝が山城から土佐に下向して、高視（菅原道真の長子）に仕えたという。後に高視より授けられた菅原道真の遺品(鏡・剣)を御霊代としたのが土佐の潮江天満宮の起源とされ、土佐郡潮江村・宮地氏の宗家が代々同社の宮司を務めた。宮地茂春は、社家の子孫で土佐藩白札郷士を務めた家柄。坂本龍馬・板垣退助・武市瑞山・福岡孝弟の親戚にあたる。
- 五世祖父：宮地茂信（五助）
- 高祖父の兄：山本信敬（潮江村郷士・山本重信(善右衛門)の養子となる）
- 高祖父：宮地伴七（兄が山本重信の養子となったため、宮地家を相続）
  - 曾祖父の兄：山本信固（1745年 - 1824年、覚右衛門）-坂本直足の父、坂本龍馬の祖父、沢辺琢磨の曾祖父
  - 曾祖父：宮地信貞（1748年-1825年、養子：実は山本信敬の次男）
  - 祖父：宮地茂好（　　-1859年、臺三郎）
    - 伯父：宮地茂光（亀十郎）
    - 伯父の妻：鹿持雅澄の娘 - 母は武市瑞山の叔母・菊子
    - 伯父：北代茂修（喜五郎、北代狭峯の養子となる）
    - 父：宮地茂樹（1825年 - 1891年、甚蔵、「自然」と号す）- 北越戦争に従軍
    - 母：宮地久子（1835年 - 1907年、御用人・池田銘次秋足の娘）
      - 本人：宮地茂春
      - 妻：宮地軍（1864年 - 1904年、板垣退助の二女）
        - 長男：宮地茂秋（1884年 - 1977年、日本セメント専務）- 昭和4年（1929年）12月8日、日光東照宮の板垣退助像建立の時には、除幕式で家族代表として謝辞を述べている[8][9]。（日光の板垣像建立も参照）
        - 妻：宮地呉子（1896年 - 1944年、子爵・福岡秀猪の娘）

## 補註
1. 1 2  『御侍中先祖書系圖牒』旧山内侯爵家蔵
2. 1 2  『舊各社事蹟』島崎猪十馬編、昭和6年(1931年)、88頁。北代健太郎、井上蜂萬、乾正士、筒井楠太郎、加藤弥之助、岡本静、板垣鉾太郎、麻田久寿衛、野崎伊太郎らの名があり。
3. ↑  “『自由のともしび』第74号”.   高知市立自由民権記念館 (2013年3月1日). 2020年10月1日閲覧。
4. ↑  後藤象二郎の墓の向かいにある。
5. ↑  『土佐の宮地氏』
6. ↑  『坂本龍馬とその一族』土居晴夫著、新人物往来社、昭和60年（1985年）
7. ↑  『坂本龍馬の系譜』土居晴夫著、新人物往来社、平成18年（2006年）
8. ↑  『土陽新聞』昭和4年（1929年）12月10日号参照
9. ↑  『日光の板垣退助銅像』田辺昇吉著（所収『土佐史談』第161号）

## 参考史料
- 『宮地家資料』オーテピア高知(高知市民図書館) - 史料管理番号:LC200000038
- 『宮地美彦資料』オーテピア高知(高知市民図書館) - 史料管理番号:LC200000054